# My Number One
„My Number One“ (на български: Моят номер едно) е песен, изпълнена от гръцко-шведската певица Елена Папаризу. Песента е написана от Христос Дантис, Наталия Джерману, Манос Псалтакис и продуцирана от Христос Дантис. Песента печели Евровизия 2005 в Киев, Украйна, с 230 точки.
Песента „My Number One“ присъжда първа победа на Гърция в Евровизия. Песента е забележителна по излъчването на елементи от традиционната гръцка музика в обстановка за съвременна танцова музика: аранжиментът ѝ включва бузуки. Текстовете на песента описват признателността на певицата към любимия си, който е възхвален като „моят номер едно“ и „единственото съкровище, което някога ще имам“.